# Пуумалайнен, Марти
Марти Пуумалайнен (фин. Martti Puumalainen; род. 14 апреля 1997) — финский дзюдоист, чемпион Европы 2023 года.

## Биография
Марти Пуумалайнен борется в весовой категории свыше 100 килограммов и представляет Финляндию на международной спортивной арене.
Пуумалайнен выиграл серебро Европейского юношеского олимпийского фестиваля в весовой категории до 90 кг в Утрехте в 2013 году. В 2014 году фин в Афинах становился чемпионом Европы среди юношей до 18 лет. В 2019 году он завоевал бронзовую медаль чемпионата Европы в категории до 100 кг. На чемпионате мира 2021 года в Будапеште он занял седьмое место.
В ноябре 2023 года, в Монпелье, на чемпионате Европы, финский дзюдоист в весовой категории свыше 100 кг стал обладателем золотой медали, в финале победил титулованного грузинского спортсмена Гурама Тушишвили.